# Школьненское сельское поселение (Крым)
Школьненское се́льское поселе́ние (укр. Шкільненське сільське поселення, крымскотат. Школьное кой юрту) — муниципальное образование в составе Симферопольского района Республики Крым России.
Административный центр и единственный населённый пункт поселения — посёлок Школьное.

## География
Поселение расположено на северо-западе района, в степном Крыму, в верховьях долины реки Тобе-Чокрак. Граничит на северо-западе со Скворцовским и на востоке с Родниковским сельскими поселениями.
Площадь поселения 1,66 км².
Основная транспортная магистраль: автодорога 35К-004 Симферополь — Евпатория (по украинской классификации P-23).

## Население
| 2001  | 2014  | 2015  | 2016  | 2017  | 2018  | 2019  |
| ----- | ----- | ----- | ----- | ----- | ----- | ----- |
| 2127  | ↘1958 | ↗1964 | ↗2004 | ↗2021 | ↗2038 | ↗2048 |
| 2020  | 2021  |       |       |       |       |       |
| →2048 | ↘1917 |       |       |       |       |       |

## История
12 февраля 1991 года в восстановленной Крымской АССР образован Школьненский поселковый совет, 26 февраля 1992 года переименованной в Автономную Республику Крым. С 21 марта 2014 года в составе Крыма аннексировано Россией. Законом «Об установлении границ муниципальных образований и статусе муниципальных образований в Республике Крым» от 4 июня 2014 года территория административной единицы была объявлена муниципальным образованием со статусом сельского поселения.